# Пестшець
Пестшець (пол. Piestrzec) — село в Польщі, у гміні Солець-Здруй Буського повіту Свентокшиського воєводства.
Населення — 628 осіб (2011).
У 1975-1998 роках село належало до Келецького воєводства.

## Демографія
Демографічна структура на день 31 березня 2011 року:
|          | Загалом | Допрацездатний вік | Працездатний вік | Постпрацездатний вік |
| -------- | ------- | ------------------ | ---------------- | -------------------- |
| Чоловіки | 318     | 72                 | 210              | 36                   |
| Жінки    | 310     | 56                 | 179              | 75                   |
| Разом    | 628     | 128                | 389              | 111                  |